# Brave Enough
Brave Enough je třetí studiové album americké houslistky, zpěvačky a skladatelky Lindsey Stirling, vydané v roce 2016. Na albu producentsky spolupracovalo 16 hudebníků věnujících se různým hudebním žánrům.
V USA se album v hitparádě Billboard 200 umístilo na 5.pozici. V kategoriích Dance/Electronic, TOP Classical a TOP Internet bylo toto album dokonce nejprodávanější.

## Seznam skladeb
1. „Lost Girls“ (Lindsey Stirling, AFSHeeN) - 4:35
2. „Brave Enough“ feat. Christina Perri (Lindsey Stirling, Keith Varon) - 4:23
3. „The Arena“ (Lindsey Stirling, Peter Anthony Hanna, Taylor Bird) - 3:52
4. „The Phoenix“ (Stirling, AFSHeeN, Tim James, Joshua Kissiah Cumbee, Antonia Armato) - 4:04
5. „Where Do We Go“ feat. Carah Faye (Stirling, James, Carah Faye, Armato) - 4:15
6. „Those Days“ feat. Dan + Shay (Stirling, Hanna, Bird) - 3:50
7. „Prism“ (Stirling, Robert DeLong) - 3:32
8. „Hold My Heart“ feat. ZZ Ward (Stirling, Zsuzsanna Eva Ward, Andrew Goldstein, E. Kidd Bogart) - 3:29
9. „Mirage“ feat. Raja Kumari (Stirling, Kumari, Marty Rod) - 4:22
10. „Don’t Let This Feeling Fade“ feat. Rivers Cuomo & Lecrae (Stirling, Lecrae, Hanna, Cuomo, Bird) - 3:26
11. „First Light“ (Stirling, James Wong) - 3:23
12. „Love’s Just a Feeling“ feat. Rooty (Stirling, Zedd, Toby Gad, Autumn Rowe, Becky Hill, Nico Hartikainen) - 3:49
13. „Something Wild“ feat. Andrew McMahon (Stirling, McMahon, Hanna, Bird) - 3:44
14. „Gavi’s Song“ (Stirling, Jason Gaviati, Drew C. Lawrence, Stephen Anderson) - 4:32

### Bonusové skladby
1. „Waltz“ (Stirling, Mark Maxwell) - 3:58
2. „Afterglow“ (Stirling, Vicetone) - 3:38
3. „Powerlines“ (Stirling, Nathaniel Motte) - 4:42
4. „Forgotten Voyage“ (Stirling, Motte) - 4:00
5. „Activate“ (Stirling, Pete Nappi) - 3:08

## Videoklipy
| Název            | Rok  | Režie | Poznámky |
| ---------------- | ---- | ----- | -------- |
| "The Arena"      | 2016 |       |          |
| "Something Wild" | 2016 |       |          |
| "Prism"          | 2016 |       |          |
| "Hold My Heart"  | 2016 |       |          |